# 时殷弘

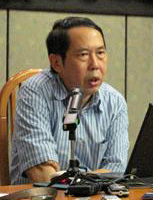
时殷弘

时殷弘（1951年3月—），江苏常州人，中国国际关系专家，中国人民大学国际关系学院美国研究中心主任，国际政治系教授、博士生导师，从事国际关系理论思想、国际关系史、当代国际政治和战略、美国和中国对外政策等方面研究。
曾以哈佛燕京学社客座研究员、富布赖特研究访问学者和中国国家教委高级访问学者等身份在美国哈佛大学、北卡罗来纳大学教堂山分校、德国东欧与国际问题联邦研究所从事独立研究，并且曾在美国丹佛大学和香港理工大学讲授研究生课程。

## 生平
时殷弘1978年至1979年就读于南京大学历史系本科；1979年至1981年就读于南京大学美国外交史专业，1981年8月获硕士学位；1985年至1988年就读于南京大学国际关系史专业，1988年6月获博士学位。他在南京大学求学时导师为中国国际关系史专家王绳祖。
1993年至1998年任南京大学国际关系史教授，1995年至1998年任南京大学文学院副院长、国际关系史专业博士生导师。1998年任中国社会科学院美国研究所研究员，1998年至2001年任解放军国际关系学院国际关系教授兼国际战略研究中心主任。
现供职于中国人民大学国际关系学院。

## 学术兼职
- 中国美国史研究会理事长（1996-2002）
- 中国欧洲学会理事（1999-）
- 中国中美关系史专业研究委员会理事（1992-）

## 著作
《现当代国际关系史》、《战略二十讲》、《战略三十篇》、《国际政治——理论探究·历史概观·战略思考》、《从拿破仑到越南战争：现代战略十一讲》、《新趋势·新格局·新规范——20世纪国际关系》、《敌对与冲突的由来——美国对新中国的政策和中美关系（1949-1950）》、《美国在越南的干涉和战争（1954-1968）》、《美苏从合作到冷战》、《尼克松主义》等等。另有如《缔造战略》、《马基雅维里主义》、《现代战略缔造者》、《国际纵横策论》等译作、论文。